# ジェラルド・カイパー

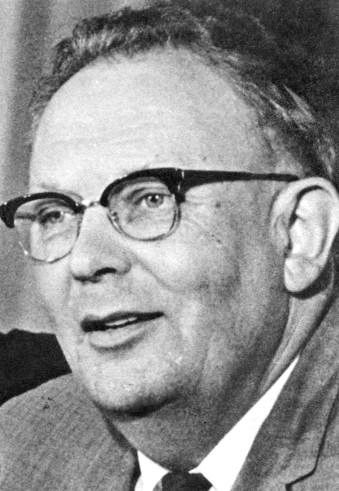
ジェラルド・カイパー、1963年頃

ジェラルド・ピーター・カイパー（Gerard Peter Kuiper, 1905年12月7日 - 1973年12月23日）は、オランダおよびアメリカ合衆国の天文学者。本名ヘリット・ピーテル・カイペル(Gerrit Pieter Kuiper)。

## 来歴
オランダ・北ホラント州ハーレンカルスペルのTuitjenhornで生まれる。ライデン大学で学び、連星の研究で博士号を取る。1933年にアメリカ合衆国に移住してリック天文台のロバート・グラント・エイトケンの元でフェローとなり、1936年に結婚。1937年に帰化した。同年にはぎょしゃ座イプシロン星のモデルをオットー・シュトルーベ、ベンクト・ストレームグレンと共に発表して反響を巻き起こし、現在に至る研究の先鞭を付けた。
カイパーは太陽系の惑星の衛星を2個発見した。1948年の天王星の衛星ミランダと1949年の海王星の衛星ネレイドである。さらに彼は1944年に土星の衛星タイタンにメタンの大気が存在することを発見した。また彼は、海王星の軌道の外側にベルトの存在を示唆し、存在が確認されたそのベルトは現在カイパーベルトと呼ばれる。
カイパーはまた、航空機から赤外線領域の天体観測を行った先駆者であった。1960年代にコンベア990から天体観測を行った。当時、彼はアリゾナ大学の教授であった。
1960年代にはアポロ計画に於いて月面着陸地の選定を支援した。1973年に旅行先のメキシコシティで心臓発作により死去。遺体は荼毘に付されたが埋葬場所は明らかにされていない。

## 栄誉
1951年にジュール・ジャンサン賞を受賞、1959年にはアメリカ天文学会からヘンリー・ノリス・ラッセル講師職を受賞した。
小惑星（1776）カイパーおよび月面のカイパー・クレーター、火星と水星の同名のクレーターも彼にちなんで命名された。現在は退役しているカイパー空中天文台も彼にちなんで命名された。1984年からは、アメリカ天文学会惑星科学部会によりカイパー賞が創設されている。